# Mabel and Fatty's Married Life
Mabel and Fatty's Married Life è un cortometraggio del 1915, diretto da Roscoe Arbuckle. 

## Trama
Mabel è al parco con suo marito Fatty, che ha un diverbio con un suonatore di organetto che li accusa di avergli spaventato la scimmietta. Poi la coppia torna a casa, e Fatty deve allontanarsi per lavoro con un collega. Mabel, suggestionata da un articolo di giornale che parla di furti in appartamenti, quando suo marito torna perché ha dimenticato dei documenti, lo accoglie a revolverate prima di chiarire la situazione.
Quando Fatty lascia definitivamente la casa, Mabel nota che il suonatore di organetto si sta aggirando furtivamente attorno alla casa. Viene fatta intervenire la polizia, mentre il suonatore di organetto si introduce a casa di Mabel. Risulta che nell’appartamento della coppia si era nascosta la scimmietta.